# Dan Malloy

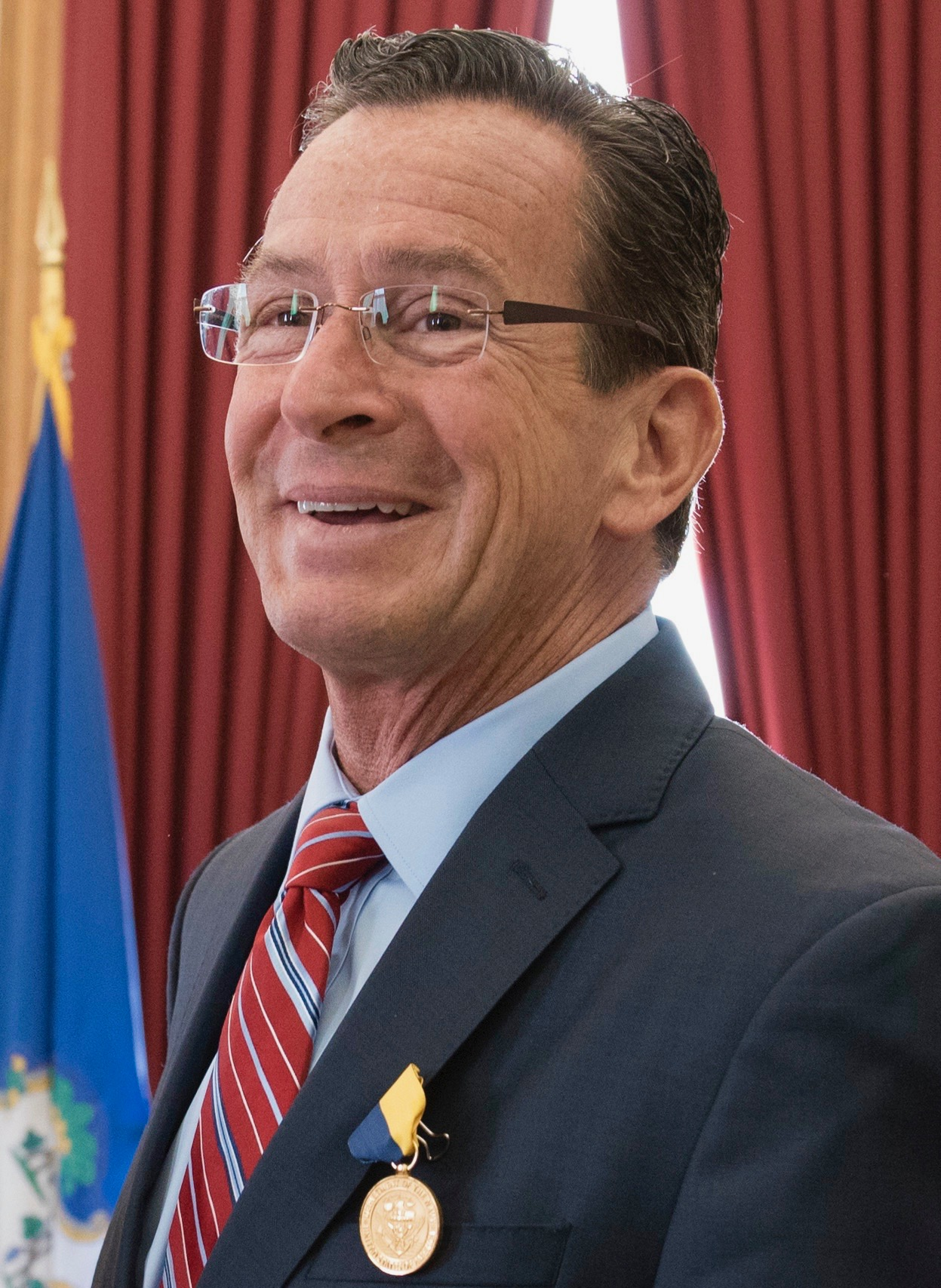

Dan Malloy là thống đốc thứ và là đương kim tiểu bang Connecticut, Hoa Kỳ.
Dannel Patrick Malloy là Thống đốc thứ 88 và hiện tại của Connecticut. Là thành viên của Đảng Dân chủ, Malloy đã từng làm thống đốc từ năm 2011. Ông hiện đang là chủ tịch của Hiệp hội Thống đốc Dân chủ.
Sinh ra ở Stamford, Connecticut, Malloy tốt nghiệp Trường Luật Cao đẳng Boston. Malloy bắt đầu sự nghiệp của mình với vai trò là luật sư phụ tá tại Brooklyn, New York vào năm 1980 trước khi quay trở lại Stamford và bắt đầu hành nghề tư. Ông từng phục vụ trong ban quản lý tài chính Stamford từ năm 1984 đến năm 1994 trước khi được bầu làm Thị Trưởng Stamford. Ông từng làm bốn nhiệm kỳ là thị trưởng từ tháng 12 năm 1995 đến tháng 12 năm 2009.
Malloy đã tranh cử không thành công vào chức vụ thống đốc năm 2006, thua cuộc trước đối thủ John DeStefano, Jr., Thị trưởng New Haven, người đã bị đánh bại trong cuộc tổng tuyển cử do Thống đốc Đảng Cộng hòa đương thời Jodi Rell. Ông đã chạy đua tranh cử lại trong năm 2010 và giành chiến thắng cách biệt, đánh bại Ned Lamont, ứng cử viên Thượng viện Hoa Kỳ năm 2006, lên 57% đến 43%. Rell đã không chạy đua tranh cử và Malloy đã phải đối mặt với cựu Đại sứ Hoa Kỳ tại Ireland Thomas C. Foley trong cuộc tổng tuyển cử, đánh bại ông dưới 6.500 phiếu bầu. Malloy đã tuyên thệ nhậm chức vào ngày 5 tháng 1 năm 2011. Ông tái đắc cử trong lần tranh cử với Foley vào năm 2014, tăng tỷ lệ chiến thắng lên hơn 28.000 phiếu bầu. Tính đến năm 2016, ông được đánh giá chấp nhận 24% trong công việc, khiến ông trở thành thống đốc không được ưa chuộng thứ hai ở Hoa Kỳ. 
Vào ngày 13 tháng 4 năm 2017, Malloy tuyên bố ông sẽ không tái tranh cử vào năm 2018. 